# Johan Henrik Schildt
Johan Henrik Schildt, ävenSchildte, född 1678 i Köpenhamn, död 20 augusti 1732 på Bispmotala, Motala socken, Östergötland, var en svensk militär och konstnär. 

## Biografi
Han var son till kaptenen Volmar Schildt och Brita Utter samt gift med Eva Maria Lohreman. Efter tjänstgöring som page hos drottning Ulrika Elonora den äldre 1687–1689 företog han några studieresor i Europa innan han blev volontär vid änkedrottning Hedvig Eleonoras livregemente i Pommern 1697 och 1700 utnämndes han till foderherre vid artilleriet. Han tog avsked 1704 och gick då i utländsk tjänst. År 1715 var han åter i svensk tjänst och utnämndes till kapten vid artilleriet och till tygkapten i Göteborg 1717 för att slutligen utnämnas till major 1719 vid sitt avsked. Som konstnär utbildade han sig för David Klöcker Ehrenstrahl, David von Kraft och teckningsläraren vid hovet Christopher Klöcker. Hans konst består huvudsakligen av miniatyrporträtt och stora ceremonitavlor. Schildt är representerad vid Uppsala universitet.

## Verk i urval

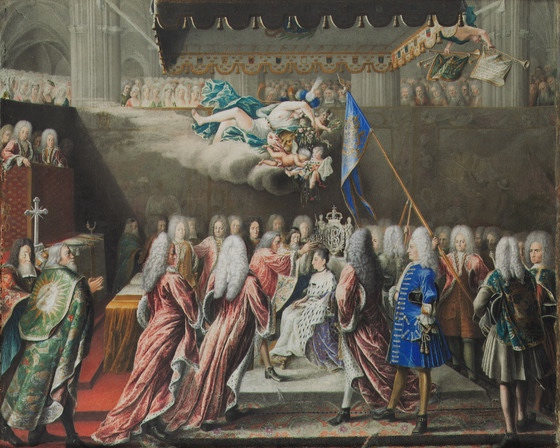
Ulrika Eleonoras kröning i Uppsala domkyrka den 17 mars 1719.